# 照相排版
照相排版（简称照排，英语称, ）是指用照相排版机将文字等内容複製到相紙或胶片上。照相排版可以分成手工照排和电脑照排两种。

## 术语
照排中将文字大小的单位称为字级，即 Q（级）、文字间距单位为H（齿），都是以0.25mm作为一个单位。也就是说，24Q的文字就是6mm大小的文字，行距32H就是指行首和下个行首的距离为8mm。

## 特征
随着胶印方法的普及，照排技术開始普及。在活字印刷中需要各种大小的铅字，而照排字只需要一个阴字版就足够了。照排的优点是，将文字的负片通过镜头扩大、变形就可以制作到相纸上。由于有多种不同倍率的镜头供缩小和放大，可以产生7级到100级的24种不同大小变化。变形镜头可以使文字变成长体、扁体、斜体等变化。
照排制作出来的印刷品清晰美观，且具有独特的柔和风味。近年桌面出版雖然已經普及，用照排来制作諸如标题文字的例子依然很常見。

## 电脑照排

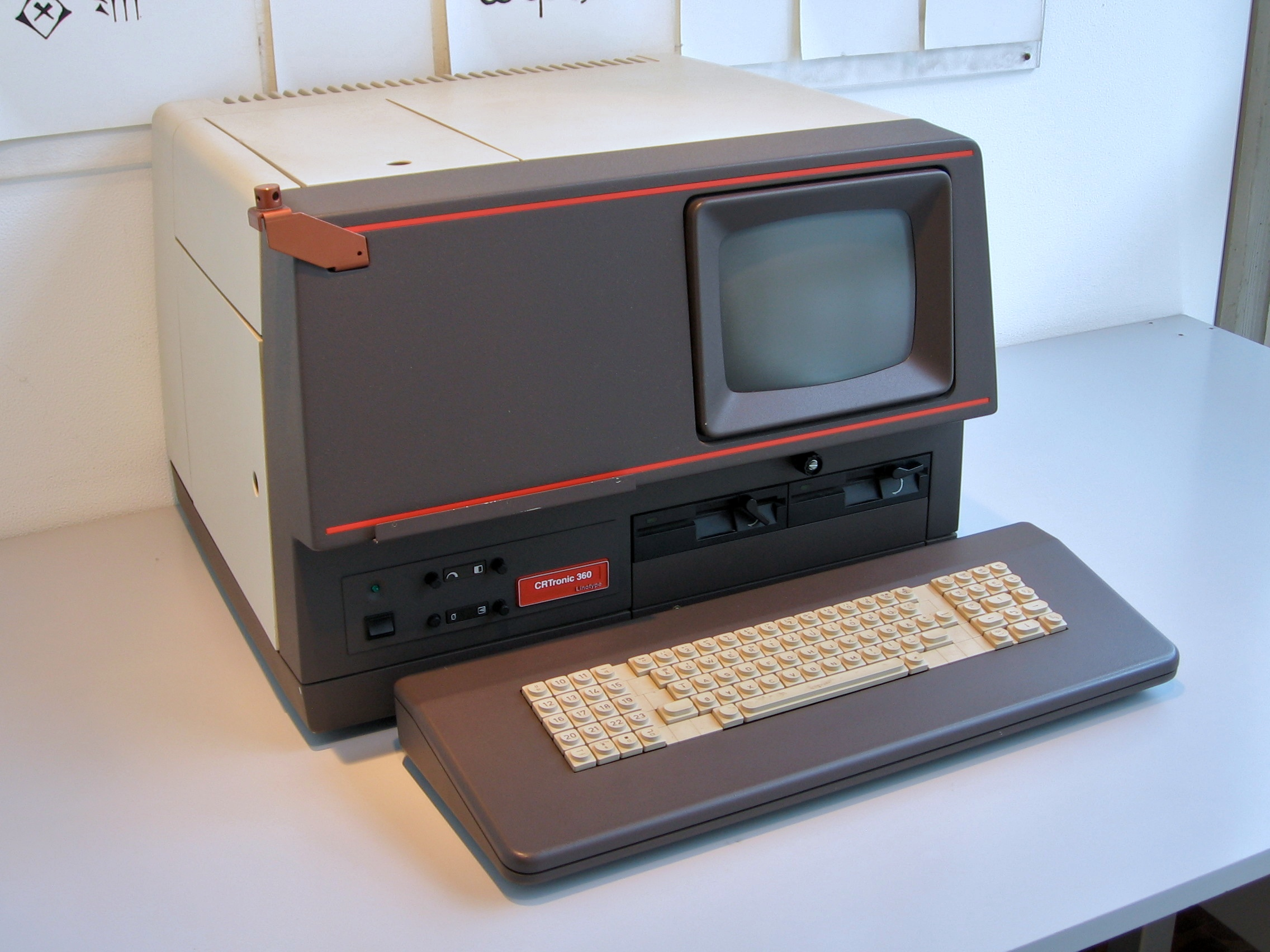
1980年代电脑照排機

电脑照排是指使用电脑等电子设备代替手工进行照排作业。它补充了旧有活字印刷、手工照排的缺点，极大改善了工作流程，在报纸等行业被大规模使用。电脑照排有扫描和数字化两种。
电脑照排的优点主要有：
- 手工排版基本需要一个字一个字作业，而电脑照排可以将文字输入和排版作业分工化。
- 错字、变更的时候，手工作业需要将版面按照一个字一个字切割替换，非常不便；而电脑排版只需要在事先保存好的排版数据上进行修正就可以了。
- 由于可以另外保存排版数据，因此可以将制作版和校正版分别保存，可以输出多分校正纸作业。
- 由于齿轮动作的局限性，手工作业无法达到精度和复杂设计都可以在电脑照排中实现。

Windows、Macintosh等操作系统上的桌面排版（DTP）由于比电脑照排成本低，现在桌面排版已经开始全面替代照排技术。但在DTP中没有想要的字体、中文排版、数学公式等中不尽人意的部分仍有存在等原因，照排技术仍在一些情况下继续使用。
而且最早的电脑照排只是照排机的管理控制而已，而现在电脑照排也出现了对应PostScript、实现所见即所得的系统，因此在本质上说照排本身也发生了巨大的变化，和DTP的区别也在日益缩小。

## 相关链接
- 印刷
- 出版
- 活字印刷
- 桌面排版